# Jusangjeolli

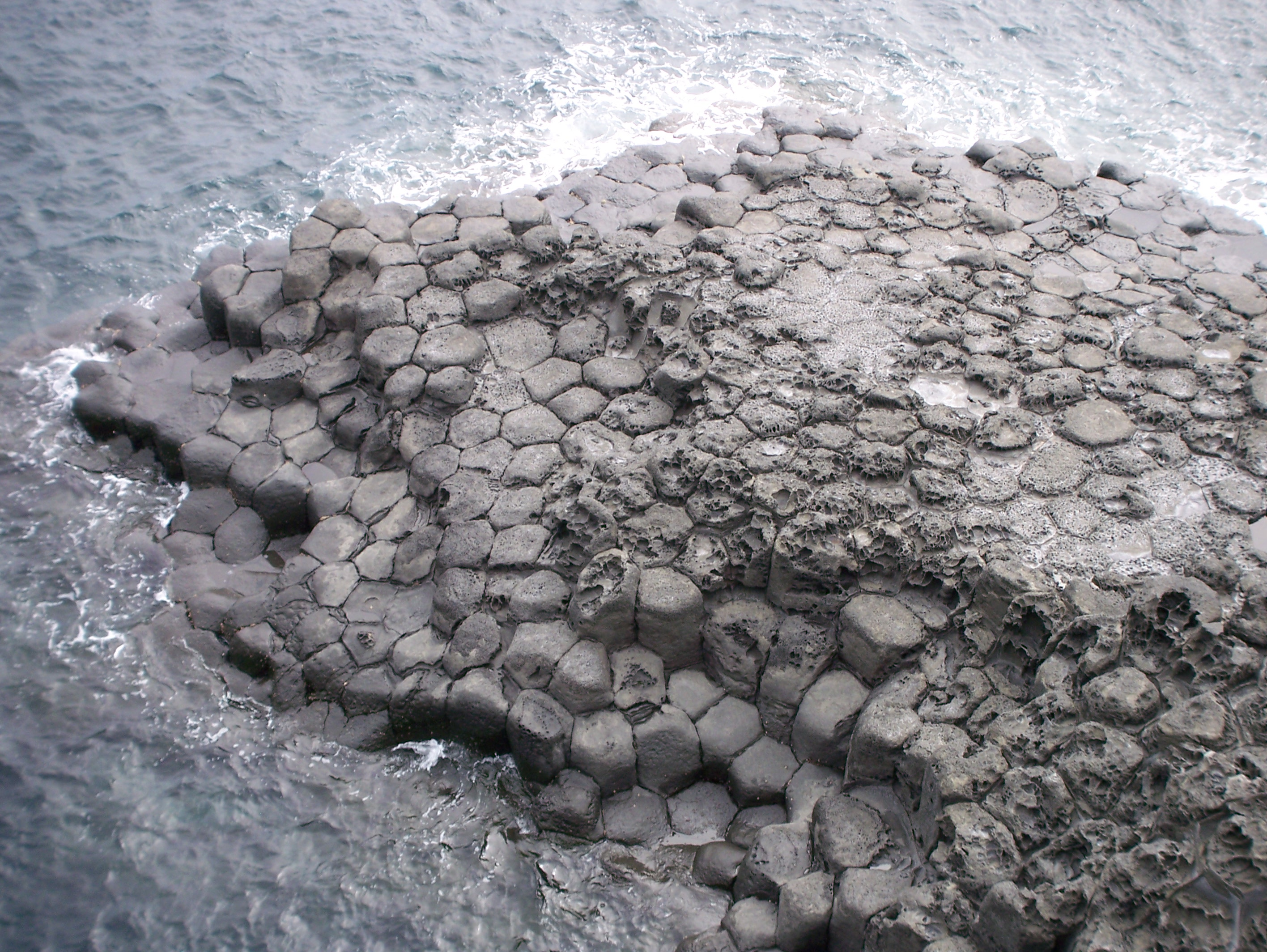
Jusangjeolli

El acantilado Jusangjeolli (en coreano: 주상절리, unión columnar) es una espectacular formación de roca volcánica en la costa sur de la isla de Jeju, Corea del Sur. Es un conjunto de columnas basálticas similar al de la Calzada de los Gigantes en Irlanda del Norte.